# Eddy Achterberg
Eddy Achterberg (* 21. Februar 1947 in Utrecht) ist ein ehemaliger niederländischer Fußballspieler und -trainer.

## Karriere
Schon mit 15 Jahren wurde Achterberg Profi, als er einen Vertrag bei DOS unterschrieb. 1967 ging er zum FC Twente Enschede und absolvierte bis 1976 für die Enscheder 246 Spiele in der Eredivisie. Dabei schoss der Mittelfeldspieler 26 Tore. 27-mal (3 Tore) spielte er mit Twente in Europapokalwettbewerben, darunter in der Saison 1972/73 und 1973/74 im UEFA-Pokal, als die Mannschaft erst im Halbfinale und im Finale jeweils gegen Borussia Mönchengladbach unterlag. Nach einem Beinbruch 1974 kam er zwar zurück, fand aber nie zur alten Stärke. Im Oktober 1976 wechselte er zum FC Groningen, bei dem er 1978 seine Karriere beendete. Achterberg wurde zwar nie in der Nationalmannschaft eingesetzt, saß jedoch bei einem Spiel der Elftal auf der Reservebank.
Nach dem Ende seiner aktiven Laufbahn wurde er Vertreter eines deutschen Sportartikelherstellers und Gastwirt. Ab 1988 arbeitete er zunächst als Jugendtrainer und später als Co-Trainer bei Twente Enschede. Er wechselte 1993 zu Roda Kerkrade, wo er Co-Trainer von Huub Stevens wurde. Nachdem Stevens zum FC Schalke 04 gewechselt war, übernahm Achterberg kurzzeitig die Aufgabe des Cheftrainers, ehe er Stevens zum Bundesligaklub folgte. Mit den Schalkern gewann er 1997 den UEFA-Cup. Im Jahr 2000 ging er erneut zu Twente Enschede, wo er als Co-Trainer von Fred Rutten den KNVB-Beker gewann. Nach einem Zwischenspiel als Trainer der 2. Mannschaft von Twente folgte von 2003 bis 2005 seine zweite Verpflichtung in Gelsenkirchen. Vom 15. September (Entlassung von Jupp Heynckes) bis zum 28. September 2004 (Verpflichtung von Ralf Rangnick) fungierte er kurzzeitig als Interimstrainer des FC Schalke 04. Von 2005 bis 2009 war Achterberg Scout beim Bundesligisten. Zur Saison 2009/10 wurde er beim österreichischen Bundesligisten FC Red Bull Salzburg erneut Co-Trainer von Huub Stevens.

## Sonstiges
In Enschede war Achterbergs Spitzname De Keu („der (Billard-)Queue“). Der Name ging allerdings zurück auf „het keutje“, wie er in Utrecht genannt wurde. Im dortigen Dialekt ist dies ein Ausdruck für „Schweinchen“. Dazu Achterberg: „Gerade weil der Name überhaupt nicht zu mir passt, habe ich ihn bekommen. Meine Freunde haben immer zu mir gesagt: Da kommt ‚de Keu‘, das dicke Schweinchen mit den krummen Beinen.“ De Keu hieß auch eine Gaststätte, die Achterberg betrieb.
Als „Sänger“ nahm Achterberg, unterstützt von anderen Spielern und Fans des FC Twente, in der erfolgreichen Saison 1973/74 ein Lied mit dem Titel „Eenmaal zullen wij de kampioenen zijn“ („Einmal werden wir die Meister sein“) auf, das zum inoffiziellen Vereinslied der Enscheder avancierte.

## Zitate
- „Der Gute-Laune-Eddy hat heute keine gute Laune.“ (Achterberg nach seiner ersten und einzigen Niederlage [0:1 in Hannover] als verantwortlicher Trainer des FC Schalke 04)[5]